# コシノミチコ
小篠 美智子（こしの みちこ、出生名同じ、1943年（昭和18年）1月29日 - ）は、日本のファッションデザイナーである。

## 人物
大阪府岸和田市出身。大阪府立和泉高等学校、神戸松蔭女子学院短期大学服飾科卒業。
英国立 UCA芸術大学（ University college for the Creative Art） 名誉修士号。
母の小篠綾子のほか、姉コシノヒロコ（小篠弘子）、コシノジュンコ（小篠順子）も同じくファッションデザイナーであり、「コシノ三姉妹」として知られる。姪の小篠ゆま（コシノヒロコの娘）も同じくファッションデザイナーである。

当初はソフトテニス選手の道を選び、大学時代は全国大会で優勝するほどの実力だったが、やがて2人の姉の活躍を見てデザイナーを目指し、1973年（昭和48年）にイギリスへ渡る。ロンドンを拠点に活動し、自分の名前を取ったブランド「ミチコロンドン」を設立し、成功した。 
友人をエイズで亡くした経験からエイズ撲滅活動に関わるようになり、その一環として1992年（平成4年）、不二ラテックスとの共同により、世界で初めてとなるファッションブランドコンドームをデザインした。空気で膨らませる「インフレータブル」シリーズやネオプレーンを初めてタウンウェアに使用するなど、その特徴的なデザインでロンドンのクラブシーンやミュージックシーンへ多大な影響を与える。そのコレクションは80年代ストリート カルチャーの象徴とし英国王立 ヴィクトリア＆アルバート博物館に納められている。また、BFC「英国ファッション協会」に日本人で初めて正式会員となる。
86年よりスタートした「MICHIKO LONDON KOSHINO」ブランドで、欧米のみならず、日本を始めとしたアジア諸国へ進出し成功を納める。
その他にも、藍染めなどの日本の技術と日本のデニムにフィーチャーしたジーンズブランド「YEN JEANS」がヨーロッパを中心に成功を納めている。

### 経歴
- 1973年 単身でロンドンへ渡英。

- 1976年 ミチコ・カンパニーを設立。

- 1978年 ロンドン及び日本でファッションショー開催。日本でのビジネス開始。

- 1980年 イタリアのシダック社と提携しプロダクション及び販売を開始。

- 1983年 空気で膨らませる「インフレータブル」シリーズを発表、大きな話題となる。

　「大阪21世紀計画」にて、ヒロコ、ジュンコ、ミチコの合同ショーを行う。
- 1985年 ミラノでファッションショーを開催。

- 1986年 株式会社ミチココシノジャパン設立　『ミチコ ロンドン コシノ」ブランドをスタート。

- 1987年 British Fashion Council　英国ファッション協会(B.F.C)に加盟。バイカーズスタイルをストリートに取り入れたMOTOR KINGをスタート。

　ニューヨークで開催された「ザ・ワールド」にて世界中のアーティストやデザイナーと共にエイズ撲滅チャリティー イベントに参加。ショーを行う。
　東京国技館と大阪城ホールにて 2daysファッションショーイベント 「STREET JUNCTION」を開催、東京2万3千人、大阪2万人を集客した。
- 1988年　ソウルオリンピック記念に韓国縦断ファッションショーツアーを行う。

- 1989年　ロンドン、ニールストリートにフラッグシップショップを移転。

　ショップのインテリアがBlueprint Awardを受賞。
- 1990年　韓国に現地法人「ミチコ　コリア」を設立。

- 1991年　株式会社ミチココシノインターナショナル設立。

- 1992年　世界初デザイナープロデュースコンドームを「MICHIKO LONDON KOSHINO」で発売。

　エイズ防止と撲滅を訴え、代々木体育館で開催されたLive UFOにてアーティスト集団MUTOIDとコラボイベントを開催。
- 1994年　Victoria & Albert Museumの「ストリート・ スタイル・エキシビション」に出品。

- 1995年　ミチコロンドン総合展「Quality Life」を東京で開催。

　パリのセーム・メンズウェア・エキシビションにてファッションショー開催。
- 1996年　香港、ジョードン駅ビル内にショップ＆カフェオープン。

　ファッションショー開催、香港島や台湾などにオンリーショップを10店舗展開。
- 1997年　レディーストータルブランド、「MICHIKO KOSHINO LONDON」を発足。

　日本、台湾、香港にて展開、同時に、東京、台北、香港でショーを行う。
- 1998年　ブラジル、サンパウロのトレードフェアー40周年の記念行事に招待されファッションショーを行う。

　ソウルグランドハイヤットホテルにて、ファッションショーとミチコロンドンコシノ トータルエキシビションを開催。
- 1999年　HONDAとのコラボレーションによってオリジナルスクーターをロンドンコレクションにて発表。

　その後ロシアでもファッションショーを開催。
　香港で開催されたSmirnoff International Fashion Award審査員にJodie Kidd, Antonio Berardi, John Rocha, Mathew Williamsonと共に招待されCNNのThis Morningに生出演する。　
　またこの年、AIDS予防財団より奨励賞を授与。
- 2000年　ロンドン、ソーホーにフラッグシップショップ「59」をオープン。

　阪神タイガースのスタジアムジャンパーを手掛け、甲子園にて始球式を務める。
　郷里、大阪府岸和田市の要請により、ヒロコ、ジュンコ、ミチコの３姉妹ショーを開催。
- 2001年　イタリアにてエン・ジーンズ オレンジレーベルをライセンス契約。

　スタートイタリアをはじめとする、イギリスを含むヨーロッパ、アメリカへマーケットを広げる。
- 2002年　韓国青少年暴力防止機構より奨励賞を授与

- 2003年　スコットランド、グラスゴーのセレクトショップ『クルーズ」にてミチコの現在・過去・未来と題した ショーを開催。

　韓国ソウル・狎鷗亭に「59」ショップをオープン。ソウルコレクションに招待されファッションショーを行う。　
　また大阪南船場に「エン・ジーンズ」旗艦ショップをオープン。
　イギリス、ZANDRA RHODES FASHION MUSEUMのShow My Favorite Dressのイベントに招待され作品を展示。その作品がイベントDMとなる。
- 2004年　ソウルコレクション、プレタポルテ釜山に唯一の日本人として招待される。

- 2005年　ソウルギャラリア百貨店、江南新世界百貨店に「59」ショップオープン。

　シンガポールで行われたInspire Asian にてTOP3 Asian Designerとして招待されファッションショーを行う。
- 2006年　英国のUniversity college for the Creative Artにて名誉修士号を授与される。

- 2007年　ロンドンソーホーのショップをギャラリーをイメージにしリニューアル。

　横浜にてインスタレーション形式のプレゼンテーションPROTECTIONを開催。
- 2010年　スペイン イビザ島にてリゾートコレクションを販売開始、それに伴いショーを開催。

　母コシノ アヤコをモデルにしたNHKテレビ小説「カーネーション」がスタート
- 2011年「カーネーション」にてミチコ役を演じた安田美沙子さんをモデルに起用したミチコ ロンドン ブランドの広告を展開。

　YEN by MICHIKO KOSHIONOのローンチを記念したパーティーをロンドンのアトリエ内イベントスペースにて開催
- 2012年　YEN by MICHIKO KOSHINOを春夏より販売開始。

　イギリス王立ヴィクトリア＆アルバート博物館による展示「クラブからキャットウォーク：ロンドン80年代のファッション」に日本人として唯一衣装が展示がされる。
- 2014年　和歌山県の依頼により、「JAPANブランド育成支援事業」の一環として和歌山ニットを世界にアピールするイベントをロンドンのアトリエ内イベントスペースにて開催。

- 2015年　30周年に向け、ミチコロンドンと他ブランド間でのコラボプロジェクト始動。WEGO・jouetie等とのコラボを始め、NYLON　JAPANとの企画が実現。

- 2016年　Michiko London 30th anniversary, Anniversary記念のショーを東京と大阪で開催。モデルに原宿のショップスタッフとドラァグクイーンを起用し話題を呼ぶ。

　ミチコがプロデュースする寿司レストラン、“Michiko Sushino”旗艦1号店をロンドンにオープン。
- 2017年　MICHIKO LONDON と韓国の人気ブランドNONAGONとのコラボが実現。同時にポップアップイベントをソウルロッテ本店にて開催。

　MICHIKO LONDON X AVAIL が日本3大ガールスコレクション、KANSAI COLLECTION にゲストブランドとして招待され、2018AWショーを披露。
　コシノミチコ監修によるコスメティックスブランド、CHARLENE MICHIKO KOSHINOの販売開始。
- 2018年　MICHIKO LONDON x Smiley World UK x WEGOによるトリプルコラボが実現。

　在英国総領事館 ウテン総領事よりDIT表彰を受ける。
- 2019年　EUで展開する外食チェーン　Wagamamaとのコラボが実現。旗艦店のユニフォームを手掛け、店内アイテムのプロデュースを行う。

　スウェーデン発のeytysとコラボする。 Eyetys 2019-20AWコレクションでは、MICHIKO KOSHINOとのコラボレーションアイテムを発表。
　世界中のeytys取り扱い店舗にて販売開始。
　MICHIKO LONDON KOSHINO ブランドアンバサダーにドラァグクイーンを起用する。
　初代アンバサダーに、ドラァグクイーンのサマンサ・アナンサが就任し広報、PR活動を行う。
　
- 2020年　PREMIEREラインレーベルMICHIKO KOSHINOのECサイトをヨーロッパに続き日本版も開設する。

　世界中のコロナ禍により、ロンドンもロックダウンとなる。ピンチは新たな可能性のはじまりと発信を続けつつ、自粛の中ロンドンアトリエにて手製のマスクを作りはじめ、各方面へ社会貢献として無償提供する。『Power Of Fashion』と名付けWWD JAPANに掲載される。

## 出演
- 小泉孝太郎＆高嶋ちさ子　- 2024年9月10日放送。三姉妹揃う様子が放送された。